# Monika Schausten
Monika Schausten (* 18. Mai 1963) ist eine deutsche Germanistin und Hochschullehrerin.

## Leben
Nach dem Studium der Germanistik, Philosophie und Psychologie an der Universität zu Köln (1982–1990) und der Promotion in Köln mit der Dissertation Erzählwelten der Tristangeschichte im hohen Mittelalter: Untersuchungen zu den deutschsprachigen Tristanfassungen des 12. und 13. Jahrhunderts sowie der Habilitation ebenfalls in Köln mit der Arbeit Suche nach Identität: Das "Eigene" und das "Andere" in Romanen des Spätmittelalters und der Frühen Neuzeit, lehrte sie von 2005 bis 2012 auf der Professur für Ältere deutsche Literatur und Sprache an der Universität Siegen. Seit 2012 ist sie W3-Professorin für Ältere deutsche Sprache und Literatur mit dem Schwerpunkt Spätmittelalter und frühe Neuzeit an der Universität zu Köln.
Ihre Forschungsschwerpunkte sind deutsche Literatur des Mittelalters und der frühen Neuzeit, Mentalitätengeschichte und Historische Anthropologie, Medialität der Vormoderne: Visuelle Topoi und Farbdiskurse mittelalterlicher Literatur, Tauschökonomien mittelalterlicher Literatur und Gendertheorie und historische Geschlechterforschung.

## Schriften (Auswahl)
- Erzählwelten der Tristangeschichte im hohen Mittelalter. Untersuchungen zu den deutschsprachigen Tristanfassungen des 12. und 13. Jahrhunderts. München 1999, ISBN 3-7705-3435-2.
- Suche nach Identität. Das ‘Eigene’ und das ‘Andere’ in Romanen des späten Mittelalters und der frühen Neuzeit. Köln 2006, ISBN 3-412-30205-8.
- Erzählen vom Ende – vom Ende des Erzählens: Todesarten der volkssprachlichen Erzählliteratur im hohen Mittelalter, in: Todesarten. Sterben in Kultur und Geschichte (Beihefte zum Archiv für Kulturgeschichte 99), Hrsg. Ute Planert, Köln 2023, S. 55–75.

### Als Herausgeberin
- mit Gerald Kapfhammer, Christiane Krusenbaum, Heike Sahm und Christian Seebald: Hans-Joachim Ziegeler: Orte der Literatur: Beiträge zur Literatur- und Kulturgeschichte des späten Mittelalters. Köln 2009, ISBN 978-3-412-20396-2.
- Das lange Mittelalter. Imagination – Transformation – Analyse. Ein Buch für Jürgen Kühnel. Göppingen 2011, ISBN 978-3-86758-018-2.
- Die Farben imaginierter Welten: Zur Kulturgeschichte ihrer Codierung in Literatur und Kunst vom Mittelalter bis zur Gegenwart. Akademie Verlag, Berlin 2012 (Literatur – Theorie – Geschichte. 1).
- mit Heike Sahm: Nürnberg. Zur Diversifikation städtischen Lebens in Texten und Bildern des 15. und 16. Jahrhunderts. Berlin 2015 (Beiheft zur Zeitschrift für deutsche Philologie).
- mit Anna Mühlherr, Bruno Quast, Heike Sahm:  Dingkulturen. Objekte in Literatur, Kunst und Gesellschaft der Vormoderne. Berlin 2016 (Literatur – Theorie – Geschichte. 9), 2. Aufl. Berlin 2018.
- mit Christoph Hamann: TransLit 2016 – Felicitas Hoppe. Verlag der Buchhandlung Klaus Bittne, Köln 2018, ISBN 978-3-926397-31-7.
- mit Udo Friedrich, Christiane Krusenbaum-Verheugen: Kunst und Konventionalität. Dynamiken sozialen Wissens und Handelns in der Literatur der Mittelalters. Berlin 2021 (Beiheft zur Zeitschrift für deutsche Philologie).